# Rzechcinka
Rzechcinka (Rzechcinka Młyńska, Rzechcianka) – strumień, lewy dopływ Łeby o długości 11,89 km i powierzchni zlewni 34,68 km².
Źródła strumienia znajdują się na zachód od miejscowości Rzechcino. Przepływa przez obszar gminy Główczyce w powiecie słupskim oraz przez miejscowość Gorzyno, osadę Mokre, za którą na wysokości wsi Zawada wpada do Łeby. 
Do końca II wojny światowej strumień nosił nazwę "Muhl-B.", obecnie używana jest nazwa "Rzechcinka".